# Ellen Andrea Wang
Ellen Andrea Wang (10 ottobre 1986) è una bassista, contrabbassista e compositore norvegese.

## Biografia e carriera
Ellen Andrea Wang (nata il 10 ottobre 1986) è una bassista, cantante, componista norvegese. Wang è anche la cugina della cantante Marthe Wang. I suoi lavori spaziano dal jazz al pop fino al indiejazz moderno. Wang è cresciuta nella zona di Søndre Land.
Wang è la figlia del musicista jazz Øystein Wang ed è cresciuta in un ambiente musicalmente stimolante a Søndre Land. Ha iniziato a suonare con la musica classica suonando il violino da Rolf Bækkelund. A 16 anni però ha iniziato con il contrabbasso che l'ha resa nota nell'ambiente jazz. Si è diplomata alla Norges musikkhøgskole con un master sulle improvvisazioni, e uno dei suoi insegnanti è stato Bjørn Kjellemyr. 
Nel 2009 fonda il gruppo Pixel, che è stato subito apprezzato dalla critica musicale anche all'estero.. Il gruppo ha vinto anche un UK Music Video Awards per il video del brano "Call Me" scritto dalla stessa Wang.
Dal 2010 al 2012 Wang è stata membro fisso del trio Dag Arnesens Norwegian Song-trio, formato da Dag Arnesen al piano e Pål Thowsen alla batteria. Il trio ha registrato Norwegian Songs 3. Nel 2013 Wang ha fondato un nuovo gruppo che porta il suo nome e ha pubblicato l'album Diving con la partecipazione di Erland Dahlen alla batteria e di Andreas Ulvo al pianoforte. Wang ha ricevuto attenzione anche dall'ambiente jazz internazionale tanto da essere menzionata dal giornale The Guardian come una delle cinque migliori musiciste emergenti jazz donne al mondo («One of the five best young female jazz musicians»)..
Wang ha iniziato a suonare in tour con il musicista Manu Katché nel 2015. Nel 2016 ha suonato con Sting al teatro Olympia di Paris.
Nel 2017 ha pubblicato l'album Blank Out, il secondo disco del gruppo che porta il suo nome ed è stata nominata per questo album al premio Spellemannprisen come miglior album jazz dell'anno.
Ellen Andrea Wang ha collaborato in vari album e concerti con molti musicisti tra i quali: Marilyn Mazur, Dominic Miller, Bugge Wesseltoft, Kringkastingsorkesteret, Didier Lockwood, Hanna Paulsberg, Rohey Taalah, Noa, Nils Landgren, Mathias Eick, Stian Carstensen, Ola Kvernberg, Jon Balke, Tore Brunborg, Magne Furuholmen og Palle Mikkelborg.

## GURLS
Dal 2013 è membro del trio jazz GURLS, formato dalla sassofonista Hanna Paulsberg e la cantante Rohey Taalah (inizialmente cantava Emilie Nicolas ma è stata sostituita da Taalah). GURLS è un progetto che mischia jazz moderno, soul e pop.
Il trio ha pubblicato nel 2018 l'album di debutto Run Boy, prodotto dal trio stesso e da Kåre Vestrheim. Il trio GURLS è stato nominato per l'album ad uno Spellemannprisen nel 2018.

## Premi
- DølaJazzpris 2011
- Oslo Jazzfestival Statkraft Young Star 2012
- Japan Jazzmagazine New Star of the Month 2012
- Tono Årets utfordrer 2013
- NOPA Stipend 2014
- DNB-Prisen al Kongsberg Jazzfestival 2015[5]
- Spellemannprisen per il progetto GURLS, nella categoria Jazz nel 2018

## Pubblicazioni

### Con Pixel
- Pixel: Reminder (Cuneiform Records, 2012)
- Pixel: We are all small pixels (Cuneiform Records, 2013)
- Pixel: Golden years (Cuneiform Records, 2015)

### Come Ellen Andrea Wang
- Ellen Andrea Wang: Diving (Propeller Recordings ,2014)
- Ellen Andrea Wang: Blank Out (Jazzland Recordings, 2017)

### Con GURLS
- Run, Boy, Run (Grappa, 2018)

### Collaborazioni
- Pastor Wang Quintet: Blå Hymne (Wango productions, 2007)
- SynKoke:  Ep (Kokeplate, 2008)
- The Opium Cartel: Night Blooms (Termo Records, 2009)
- SynKoke: Hokjønn (AIMSoundCity, 2009)
- Amherst: A Light Exists in Spring (NORCD, 2010)
- Dag Arnesen trio: Norwegian Song 3 (Losen Records, 2010)
- SynKoke: The Ideologist (Kokeplate, 2011)
- SynKoke: Religion in Transit (Kokeplat, 2013)
- Lena Nymark: Beautiful Silence (Grappa, 2014)
- FriEnsemblet: El Aaiun - across the border (2014)
- Kristin Fjellseth: Keeper of the keys (Kirkelig Kulturverksted, 2015)
- Tini: Undo My heart (Voxwatch Music)
- Manu Katché: Unstatic (Anteprima Records, 2016)
- Marthe Wang: Ut og se noe annet (Kirkelig Kulturveksted, 2017)